# Dirceu Wiggers de Oliveira Filho
Dirceu Wiggers de Oliveira Filho (* 5. Januar 1988 in Ibaiti), auch Dirceu genannt, ist ein brasilianischer Fußballspieler.

## Karriere
Seinen ersten Vertrag unterschrieb Dirceu 2008 bei Coritiba FC in Curitiba. Von 2011 bis 2013 wurde er mehrfach innerhalb von Brasilien ausgeliehen. U.a. wurde er an Botafogo FC (SP) (2011), Avaí FC (2011), Nova Iguaçu FC (2012), América Mineiro (2012), Londrina EC (2013) und Paysandu SC (2013) ausgeliehen. 2014 wechselte er das erste Mal ins Ausland. Er unterschrieb einen Vertrag bei FC Hoverla-Zakarpattya Uschhorod, einem Verein aus Ukraine, der in Uschhorod beheimatet ist und in der zweiten Liga, der Perscha Liha spielte. Im gleichen Jahr ging er wieder nach Brasilien zurück und schloss sich seinem ehemaligen Verein Londrina EC an. Für den Verein aus Londrina spielte er bis 2015 46 Mal. 2015 ging er nach Portugal zum in der Primeira Liga spielenden Marítimo Funchal. In Deutschland ist der auf der Insel Madeira beheimatete Verein auch als Marítimo Madeira bekannt. Für Marítimo Funchal lief er bis 2016 28 Mal auf und schoss dabei zwei Tore. 2017 wechselte er wieder nach Brasilien zu Figueirense FC nach Florianópolis. Nach 13 Spielen wechselte er im gleichen Jahr wieder zu Londrina EC wo er bis 2018 55 Spiele bestritt. 2019 unterschrieb er einen Vertrag in Thailand, wo er sich dem Erstligisten Ratchaburi Mitr Phol anschloss. Zum 1. Juli 2019 wurde sein Vertrag in Ratchaburi aufgelöst. Dirceu ist seit Juli 2019 vereinslos. Im Oktober 2019 wurde er von seinem ehemaligen Verein Londrina EC unter Vertrag genommen. Der Vertrag lief bis Jahresende. 2020 ging er wieder nach Europa. Hier schloss er sich in Portugal dem Drittligisten UD Vilafranquense aus Vila Franca de Xira an. Bei UD stand er bis Anfang September 2020 unter Vertrag. Für UD absolvierte er fünf Drittligaspiele. Im September 2020 kehrte er in seine Heimat zurück. Hier verpflichtete ihn der Boa EC aus Varginha. Im März 2021 nahm ihn der EC São Bento aus Mogi Mirim unter Vertrag.

## Erfolge
Coritiba FC
- Campeonato Paranaense: 2008, 2010
- Campeonato Brasileiro de Futebol – Série B: 2010

Londrina EC
- Campeonato Paranaense: 2004
- Primeira Liga do Brasil: 2017

## Auszeichnungen
Campeonato Paranaense
- Bester Verteidiger: 2013, 2014, 2015